# Bolimów (gmina)
Pour la localité, voir Bolimów.
Bolimów est une gmina rurale du powiat de Skierniewice, Łódź, dans le centre de la Pologne. Son siège est le village de Bolimów, qui se situe environ 14 km au nord de Skierniewice et 58 km au nord-est de la capitale régionale Łódź.
La gmina couvre une superficie de 112,21 km2 pour une population de 4 026 habitants.

## Géographie
La gmina inclut les villages de Bolimów, Bolimowska Wieś, Humin, Humin-Dobra Ziemskie, Jasionna, Joachimów-Mogiły, Józefów, Kęszyce-Wieś, Kolonia Bolimowska-Wieś, Kolonia Wola Szydłowiecka, Kurabka, Łasieczniki, Nowe Kęszyce, Podsokołów, Sierzchów, Sokołów, Wola Szydłowiecka, Wólka Łasiecka, Ziąbki et Ziemiary.
La gmina borde les gminy de Nieborów, Nowa Sucha, Puszcza Mariańska, Skierniewice et Wiskitki.